# Orsola Cozzi
Orsola Cozzi (Grosseto, 20 giugno 1788 – Pisa, 1831) è stata una scrittrice e romanziera italiana.
Fu pioniera del romanzo popolare sentimentale in Italia del XIX secolo ed è stata anche indicata come la prima donna romanziera italiana.

## Biografia
Nata a Grosseto nel 1788, monaca, fu autrice di romanzi sentimentali nelle prime decadi del XIX secolo. Cozzi adottò uno stile popolare, lontano dai rigidi stilemi della tradizione letteraria italiana e influenzato principalmente dalle mode provenienti dall'estero, come per esempio nella struttura epistolare. I suoi romanzi prediligevano il lieto fine, colpi di scena, equivoci, senza rinunciare a tentativi di indagare la psicologia dei personaggi, come emerge in Melinda, L'orfana infelice e Lo specchio morale. Di particolare interesse risulta il romanzo storico-allegorico Le avventure di Adullio di Roselle.

## Opere (parziale)
- Il mausoleo (1816)
- Melinda, o le stravaganze della sorte (1816)
- L'orfana infelice, ovvero le avventure della contessa N. N. (1816)
- Lo specchio morale. Lettere (1817)
- Le avventure di Adullio di Roselle (1818)